# 准噶尔蝇子草
准噶尔蝇子草（学名：Silene songarica）是石竹科蝇子草属的植物。分布于哈萨克斯坦、俄罗斯、蒙古以及中国大陆的内蒙古、吉林、新疆等地，生长于海拔2,000米至4,700米的地区，常生长在砾石的灌丛草地以及高山草甸，目前尚未由人工引种栽培。
种加名 songarica  意为“准噶尔的”。

## 别名
短瓣女娄菜（拉汉种子植物名称） 兴安女娄菜（东北植物检索表）

## 异名
- Gastrolychnis brachypetala (Hornem.) Tolm. et Kozhanczikov.
- Melandrium brachypetalum (Hornem.) Fenzl